# Eulejeunea
Eulejeunea là một chi rêu trong họ Lejeuneaceae.